# 安齋龍太
安齋 龍太（あんざい りゅうた、8月17日 - ）は、日本の男性声優。リマックス所属。以前はぷろだくしょん★A組に所属していた。東京都出身。安斎 龍太でクレジット表記されている場合もある。
アミューズメントメディア総合学院、スクールデュオ3期生。スクールデュオの同期に伊藤静、大前茜などがいる。

## 出演

### テレビアニメ
2005年
- AIR（追手）
- SoltyRei（リゼンブル救助隊B）
- ピーチガール（男子生徒達、客達、監督 他）

2006年
- 内閣権力犯罪強制取締官 財前丈太郎（組員）
- プレイボール2nd（島田）

2007年
- Devil May Cry（男客）

2008年
- 我が家のお稲荷さま。（影牙、ハルニワ、甘味処料理人、男が化けているオバケ、黒猫、黒猫運転手、狼人間）

2011年
- 輪るピングドラム（TVアナウンサー）

2017年
- 覆面系ノイズ（男性審査員）

2018年
- ロード オブ ヴァーミリオン 紅蓮の王（研究員）

2019年
- なむあみだ仏っ!-蓮台 UTENA-（先輩サラリーマン）
- 警視庁 特務部 特殊凶悪犯対策室 第七課 -トクナナ-（公安課長、ナイン構成員）

2020年
- pet（バーテンダー）

2024年
- 狼と香辛料 MERCHANT MEETS THE WISE WOLF（宿の主人）
- 異世界ゆるり紀行 〜子育てしながら冒険者します〜（商会の支店長）

2025年
- ユア・フォルマ（窃盗課）

### 劇場アニメ
- もも子、かえるの歌がきこえるよ。（2003年、教頭先生）
- RE:cycle of the PENGUINDRUM [後編] 僕は君を愛してる（2022年）

### Webアニメ
- うまゆる（2022年、大将）

### ゲーム
2006年
- BULLET WITCH
- MIAMI VICE THE GAME

2011年
- 謎惑館 〜音の間に間に〜

2013年
- コール オブ デューティ ゴースト
- アナザーエデン（ノマル、プライ）

2017年
- クイズRPG 魔法使いと黒猫のウィズ（ヴァルガ）
- ファイトリーグ（種ヶ島 あたる、カーブ打ちの甲打者 亀田）

2018年
- ブラウンダスト（ファレル）

2020年
- 龍が如く7 光と闇の行方
- モンスターストライク（グレートボクギュウ）
- ぷよぷよ!!クエスト（レオ、ライカー）

2024年
- 龍が如く8

2025年
- 龍が如く8外伝 Pirates in Hawaii

### ドラマCD
- 高速エイジ（九龍院勇）
- ユマの物語（ライス・バウアー）
- ふしぎ工房症候群〜ひとりぼっちの誕生日〜
- ふしぎ工房症候群〜女性恐怖症なおします〜

### 吹き替え
- アーサーとミニモイの不思議な国
- 青い棘
- アントラージュ★オレたちのハリウッド
- アンドロメダ シーズン3
- ヴィッキーチャオのマイ・ドリーム・ガール（ティム）
- F.B.EYE!!相棒犬リーと女性捜査官スーの感動!事件簿
- 王妃マリー・アントワネット
- おさるのジョージ
- おとぼけスティーブンス一家
- 風の前奏曲
- 下流人生（シン・ミョン）
- キャスティング・ディレクター
- キング・コング
- グラディエーターII 英雄を呼ぶ声（ダリウス〈アレク・ウトゴーフ〉[8]）
- グリーンローズ
- ケミカル51
- ゲット・リッチ・オア・ダイ・トライン
- CODE46（デミアン）
- コナン・ザ・アドベンチャー
- ザ・ガーディアン（ジェシー）
- サハラ 死の砂漠を脱出せよ ※テレビ東京版
- 四月の雪
- 少林七傑
- ジーパーズ・クリーパーズ
- スー・チーin ミスター・パーフェクト
- ズールー大戦争（タッカー）
- スピーシーズX 美しき寄生獣（ギビー）
- スピリット・ボクシング
- ダーウィン・アワード
- 大草原の小さな家（エイベル〈ダーク・ブロッカー〉）
- ダウン・イン・ザ・バレー
- タッチ・オブ・スパイス
- 達磨よ、ソウルに行こう!
- 地球を守れ!
- 父親たちの星条旗
- チャウダー
- 沈黙の標的
- ティラミス
- ディア・ウェンディ（ヒューイ）
- ディスタービア
- ディレイルド 暴走超特急
- DEMONLOVER
- となりのサインフェルド
- トムとジェリー テイルズ
- ドラゴンストーム（リン）
- ドラゴン・プロジェクト
- トランスポーター2
- トワイライトゾーン
- 七日の王妃
- 人間蟲
- ネイビーファイル7
- 陽だまりのイレブン
- ひとまず走れ!
- フーリガン
- フラニーズ・フィート
- フラニーズ・フィート2
- ブルーサヴェージ
- プロディガル・サン 殺人鬼の系譜（JT・ターメル〈フランク・ハーツ〉[9]）
- PROMISE
- ホテル・バディーズ ワンちゃん救出大作戦
- MAD MEN
- マンダレイ
- 歓びを歌にのせて
- ラヴァーズ&ドラゴン
- 理想の女
- ロード・オブ・ザ・リング/ローハンの戦い（指揮する戦士[10]）
- ワイズ・ガールズ
- ワイヤー・イン・ザ・ブラッドII（ロス）